# Silva (riu)
El Silva - Сылва (rus) - és un riu de Rússia, un afluent del Txussovaia. Passa per l'óblast de Sverdlovsk i pel krai de Perm. Té una llargària de 493 km i drena una conca de 19.700 km². Desemboca al Txussovaia a l'alçada de l'embassament del Kama. Es glaça des de finals de novembre fins a abril.